# Böyük Qəcər
Böyük Qəcər è un comune dell'Azerbaigian situato nel distretto di Bərdə. Conta una popolazione di 337 abitanti.